# 羅卓英
羅卓英（1896年3月19日—1961年11月6日)，原名東潘，字尤青，別號慈威（又作慈衛），中華民國陸軍將領，土木系主要成員。

## 早年經歷

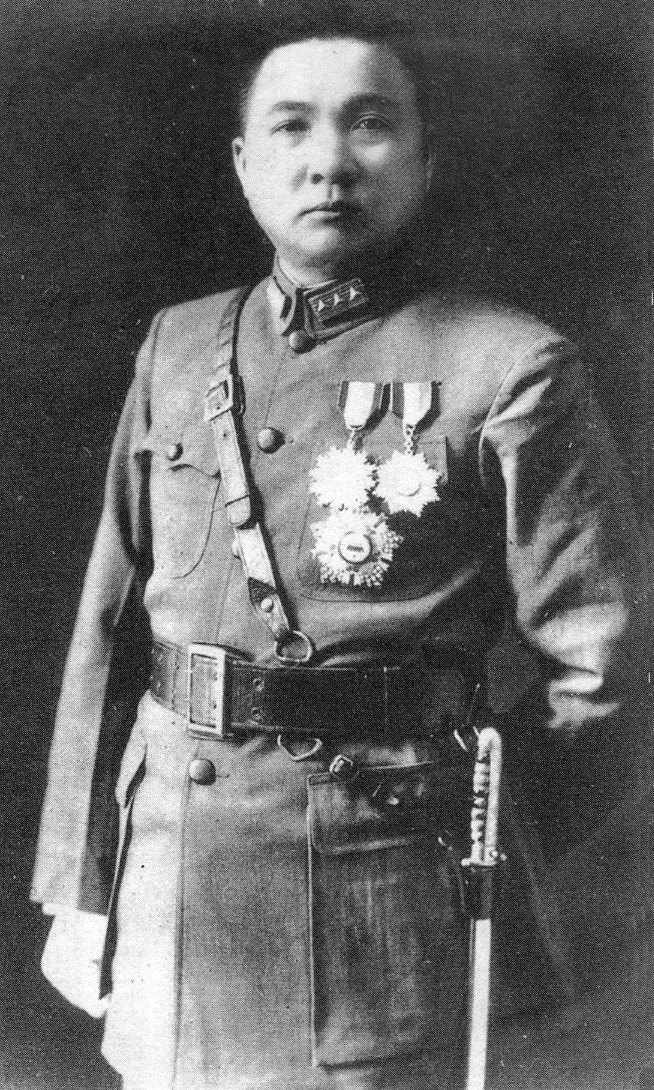
羅卓英戎裝照

羅卓英1896年3月出生於廣東省大埔縣百侯鄉曲灘村宜洋坪，客家人。幼年過嗣叔父，居住同縣湖寮鄉嶺下村。1914年在大埔縣官學堂完成教育，原先預定考進大埔中學，但是在民國7年（1918年）轉報考保定軍校中選，成為保定軍校第8期砲兵科學官。與他成為至交的同期同學包括有陳誠（砲兵科）、周至柔（步兵科），這些至交為他後來的軍旅生涯有重要影響；1922年7月保定軍校第8期生畢業，羅卓英並未進入部隊服役，而是返鄉擔任大埔中學教務主任，並協助開辦湖山中學，成為該校校長。
1923年，羅卓英得到同鄉長輩鄒魯延攬，以少校階擔任廣州中華民國政府所轄之湖梅軍參謀，但是任官不久後即辭職。
羅卓英實際參加國民革命軍始於1925年8月國民革命軍東征前，大約在1924年底前後進入黃埔軍校，由同學兼至交的陳誠推薦入伍，在1925年初蘇聯軍援抵達後擔任黃埔軍校校軍砲兵營第三連上尉連長，此後羅卓英的軍旅職務與陳誠的平步青雲就有著緊密關係。國民革命軍在廣州屢戰皆捷，陳誠所率領的砲一連屢次在作戰中建功，在第二次東征戰役攻下惠州城時，炮一連的準確炮擊摧毀了傳統城樓，使得膠著戰局得以突破，羅卓英逐漸被提拔為少校副營長。
1926年7月北伐戰爭開始，砲兵營配屬在何應欽所轄之國民革命軍第一軍，自福建朝北方進軍。1927年4月，陳誠晉升為國民革命軍第21師師長，羅卓英追隨同學離開炮兵部隊，擔任該師參謀處長，後升任參謀長。
21師在與孫傳芳部隊交戰實立有戰功，因此在第一階段北伐完成時，陳誠因功在1928年初升任陸海空軍部警衛司令，羅卓英成為該單位的警衛團上校團長，該單位隨後因何應欽壓力而撤裁。但是整支部隊隨即轉換體制，在1928年秋季改編為國民革命軍第11師，由陳誠擔任副師長，羅卓英成為師參謀長。1929年，陳誠扶正為11師師長，羅卓英則晉升為下屬之33旅旅長，隨後晉升為11師副師長。
在當時，11師的特色為該師的基層軍官清一色是由黃埔軍校畢業生任官，可視為蔣中正的親信武力，也可稱為南京國民政府在軍閥作戰中的主力戰鬥部隊。

## 中年經歷
1930年中原大戰初，第11師主要在河南作戰，交戰對象是馮玉祥部隊，於5月的馬牧集戰鬥中第11師擊敗了萬選才部隊。隨後11師開進山東，在7月曲阜戰鬥中拯救馬鴻逵部隊，並擊敗了晉軍李生達，11師最終在攻佔鄭州與濟南具有重要戰功。由於第11師的戰果，在1930年底中原大戰告一段落後，該部隊吸納國民革命軍第14師，擴編為國民革命軍第十八軍，駐地武漢，陳誠也晉升為十八軍軍長兼14師師長，原11師師長職則由羅卓英扶正。
1931年5月，十八軍開入江西省，納編第三次江西剿共戰爭左路集團軍序列，該役最後為國民革命軍戰敗，但11師並無重大損失。
由於十八軍在第三次剿共戰爭期間沒有重大折損，陳誠趁著戰局變化其間吸納了許多遭共產黨軍擊潰的部隊殘軍，大幅擴張第十八軍編制，充實其羽翼。包括國民革命軍52師(晉軍、師長韓德勤)、國民革命軍第43師(孫傳芳系，師長郭華宗)，由於擴張過度，隨後羅卓英被陳誠找入第十八軍軍部任副軍長兼11師師長，協助整理這些趁亂吸收的雜牌部隊。在1933年，陳誠將國民革命軍第59師(川軍、師長張英)收編入十八軍，此時十八軍已擴張到各單位無法坐視之情況。
由於體制上並不接受十八軍的狀態，在陳誠的建議下蔣中正決定在1933年初重新啟用國民革命軍第五軍編制，下屬52師(師長李明)、59師(師長陳時驥)，羅卓英任該軍軍長。1933年2月，第五軍參加第四次江西剿共戰爭，為中路軍第1縱隊，羅卓英同時兼指揮第11師。不過該役第1縱隊在2月底到3月初遭到紅軍毀滅性打擊，第五軍兩個師全遭殲滅，師長全遭俘虜。第五軍因此撤銷，羅卓英則回到第十八軍系統下任副軍長，代行軍長職務。
1933年底，陳誠在第五次圍剿戰爭中升任北路軍前敵總指揮兼第三路軍總指揮，1934年春季交出了十八軍軍長一職，由羅卓英繼任軍長，副軍長由43師師長劉紹先接任。1935年升任中將。
1936年兩廣事件，十八軍佈署在粵漢鐵路南段防止桂系部隊北上。隨後8月4日國民政府頒布平桂戰鬥序列中，羅卓英擔任敵前總指揮。隨後十八軍南下，蔣中正親赴廣州並開設廣州行營，羅卓英任命爲行營辦公廳廳長兼代參謀長、粵漢鐵路警備司令。隨著羅卓英的職務擴張，其開始參與黨職，被任命為中國國民黨廣東省黨部特派員。

## 抗日戰爭
1937年抗日戰爭爆發時，羅卓英任十八軍軍長，下轄11師、14師、67師、98師。首先參戰者為98師，在8月15日開抵上海編入左翼軍，負責寶山、羅店、瀏河等地的守備。隨後左翼軍增編為國民革命軍第十五集團軍，司令官陳誠，羅卓英任副司令官，下轄第十八軍、國民革命軍第三十九軍、國民革命軍第七十四軍，淞滬戰役後期則編入國民革命軍第一軍、國民革命軍第五十四軍等單位。
1937年10月，羅卓英任第十五集團軍司令官，下轄國民革命軍第四軍、第十八軍、國民革命軍第二十三軍、國民革命軍第七十三軍、國民革命軍第七十九軍等，隨後第十五集團軍。左翼軍在上海戰役中並未被突破，但是在上海戰線總崩後，十五集團軍退入蘇皖浙邊區，未參加南京保衛戰。羅卓英則在11月19日轉任南京衛戍副司令長官，輔佐唐生智進行南京保衛戰，但南京隨即失守，羅卓英撤離回到蘇皖浙邊區，在1938年1月接替薛岳成為第十九集團軍司令官，歸抗日戰爭第三戰區節制，十八軍軍長則由黃維接任。
第十九集團軍在1938年投入武漢會戰，無顯著戰功。
1939年3月，第十九集團軍投入南昌會戰，下轄國民革命軍第三十二軍、國民革命軍第四十九軍、國民革命軍第七十軍、國民革命軍第七十九軍，羅卓英擔任敵前總指揮，該役南昌失守。同年9月，十九集團軍投入第一次長沙戰役。
1940年2月，羅卓英兼任第九戰區副司令長官。
1941年初，第十九集團軍投入上高會戰，該役成功擊退日軍入侵，羅卓英因該役戰功獲頒青天白日勳章。年底，第十九軍投入第三次長沙會戰，該役在戰役佈局成功之下戰勝。
1941年底，日軍偷襲珍珠港，入侵東南亞，美國向日本宣戰。由於東南亞戰況迫切，國民政府決定成立中國遠征軍。該職務司令官一職原先屬意衛立煌，但因衛的政治忠誠度問題，在人令頒布但人尚未到職前，該職務及由羅卓英接替，1942年4月2日，蔣介石派羅卓英為中國遠征軍一路司令長官:6779。4月5日，蔣介石偕羅卓英及史迪威由重慶乘飛機經昆明抵臘戍:6782。
中國遠征軍在1942年入緬作戰中，因英軍的急速崩潰導致遠征軍損失慘重，同時史迪威亦輕視羅卓英能力，並多度要求撤換，蔣受迫史迪威壓力而將遠征軍司令長官一職架空，實權由副司令長官杜聿明與參謀長史迪威運作。
在第一次滇緬戰役落敗後，羅卓英雖然名義上是中國駐印軍副總指揮，負責兼度駐印度部隊訓練；但史迪威期望將中國駐印軍營級以上主官全面由美軍軍官任命，以助印軍指揮權問題繼續向重慶施壓，重慶國民政府最後妥協，以撤職羅卓英，撤銷副總指揮換取國民革命軍營級以上軍官仍繼續保有駐印軍職務之自主性。羅卓英因此離開印度，返回重慶。
1943年3月19日，軍事委員會任命羅卓英為第三戰區副司令長官:7079。4月22日軍事委員會免去其第三戰區副司令長官職務:7106。後轉任軍令部次長，兼桂林幹部訓練團教育長，主持中國遠征軍所屬部隊實施美式教育訓練。隨後轉任軍事委員會訓練總監、全國知識青年編練總監。
1945年，當選為中國國民黨第六屆中央執行委員與制憲國民大會代表:433。

## 對日抗戰後
1945年8月抗戰勝利後，羅卓英轉任廣東省政府主席，由軍職轉換為政治界。
1947年6月中旬，越法戰爭以來，政局混亂，華僑在越南生命財產均無保障，近紛紛向雲南、廣西兩省邊境避難，人數已達4,000餘人，雲南省僑務處、社會處已派員前往救濟；6月19日，廣東省政府主席羅卓英就越方限令華僑疏散，電請行政院派艦保護撤退:8373。
1947年9月，因同學陳誠的邀請，重返軍職擔任接任東北行轅副主任，協助行轅主任陳誠處理國共內戰東北戰場，但東北戰場潰敗，羅卓英也跟著陳誠一同辭職負責。11月當選第一屆國民大會廣東省代表。
1949年11月羅卓英任東南軍政長官公署副長官及政務委員會委員，其族人多隨之遷往臺灣，鄉居屏東縣；12月31日，羅卓英請辭東南軍政長官公署政務委員會委員。
1961年11月6日上午7時20分在臺北北投因糖尿病併發症病逝，當時除國代外還任總統府戰略顧問、光復大陸設計研究委員會委員兼台南研究區主任，陳誠親撰祭文《哭尤兄》曰：“假令論及昔年報國，與其謂誠稍有貢獻，毋寧悉以屬之於兄。”。:432,433

## 紀念
1947年與1983年為紀念1946年接收該島時廣東省政府主席羅卓英（號慈威），取名「南威島」兼有接收艦隊威鎮南海之意。

## 家人
生兩子一女：
- 兒子羅中郎，國民革命軍上將，1948年負笈美國紐約大學傳播系獲碩士學位，1972年創辦 “海外電視公司”，八十七歲病逝美國紐約。[5]
  - 義女张翠英，美国海外电视台秘书[6]

## 著作
- 《呼江吸海樓詩集》
- 《正氣歌注》

羅卓英身經百戰，馬上英姿早已載入史冊。少為人知的，是他文采風流，精擅律絕。戎馬倥傯之際，幾乎無役不詩。抗戰勝利後，他出版有《呼江吸海樓詩集》，收入183題共593首詩，皆創作於1937年7月至1946年11月，涵蓋整個抗戰時期，時羅卓英在四十二至五十一歲之間。其中多數篇章，如《蘆溝曲》、 《羅店》、《弔寶山殉城姚營官兵》、《上高會戰奏捷四首》、《遠征軍賀捷詩三首》等，經戰地記者轉載傳播，一時膾炙人口，乃至蜚聲國際。